# Ningxia (1911-1944)
	Ningxia Hui (in Cinese: 宁夏回), era il nome di uno stato cinese nato dopo la Rivoluzione Cinese del 1911 comandato dalla famiglia Ma e dopo provincia del Xibei fino al 1944 e dopo provincia della Repubblica di Cina e oggi una provincia della Cina.